# Baštra
Baštra är ett samhälle i Bosnien och Hercegovina.   Det ligger i entiteten Federationen Bosnien och Hercegovina, i den nordvästra delen av landet, 210 kilometer nordväst om huvudstaden Sarajevo. Baštra ligger 301 meter över havet och antalet invånare är 217.
Terrängen runt Baštra är kuperad västerut, men österut är den platt. Närmaste större samhälle är Cazin, 18,3 kilometer väster om Baštra. 
I omgivningarna runt Baštra växer i huvudsak lövfällande lövskog. Runt Baštra är det ganska tätbefolkat, med 67 invånare per kvadratkilometer.